# Liste der Stolpersteine in Alsbach-Hähnlein
Die Liste der Stolpersteine in Alsbach-Hähnlein enthält alle Stolpersteine, die im Rahmen des gleichnamigen Kunst-Projekts von Gunter Demnig in Alsbach-Hähnlein verlegt und gefunden wurden. Mit ihnen soll an Opfer des Nationalsozialismus erinnert werden, die in Alsbach-Hähnlein lebten und wirkten.

## Verlegte Stolpersteine
| Adresse                       | Name, Inschrift | Verlege- datum | Bild                                     | Anmerkung |
| ----------------------------- | --- | -------------- | ---------------------------------------- | --------- |
| Alte Bergstraße 9 (Lage)      | Hier wohnte Elias Marx Jg. 1894 'Schutzhaft' 1938 Dachau deportiert 1942 Theresienstadt 1943 Auschwitz ermordet                           | 13. Mai 2017   | der Stolperstein für Elias Marx          |           |
| Alte Bergstraße 9 (Lage)      | Hier wohnte Josef Marx Jg. 1921 deportiert 1942 Majdanek ermordet 25.7.1942                                                               | 13. Mai 2017   | der Stolperstein für Josef Marx          |           |
| Alte Bergstraße 9 (Lage)      | Hier wohnte Sophie Marx geb. Wolf Jg. 1894 deportiert 1942 Theresienstadt 1943 Auschwitz ermordet                                         | 13. Mai 2017   | der Stolperstein für Sophie Marx         |           |
| Bickenbacher Straße 30 (Lage) | Hier wohnte Elisabetha Sussmann geb. Seelig Jg. 1864 Flucht 1938 Holland interniert Westerbork deportiert 1943 Sobibor ermordet 13.3.1943 | 15. Okt. 2015  | der Stolperstein für Elisabetha Sussmann |           |
| Bickenbacher Straße 30 (Lage) | Hier wohnte Johanna Sussmann Jg. 1899 Flucht 1938 Holland interniert Westerbork deportiert 1943 Sobibor ermordet 13.3.1943                | 15. Okt. 2015  | der Stolperstein für Johanna Sussmann    |           |
| Georg-Fröba-Straße 14 (Lage)  | Hier wohnte Aron Lehmann Jg. 1876 unfreiwillig verzogen 1938 Darmstadt Flucht 1940 USA                                                    | 10. Feb. 2022  |                                          |           |
| Georg-Fröba-Straße 14 (Lage)  | Hier wohnte Doreth Lehmann Jg. 1876 unfreiwillig verzogen 1938 Darmstadt Flucht 1940 USA                                                  | 10. Feb. 2022  |                                          |           |
| Georg-Fröba-Straße 14 (Lage)  | Hier wohnte Hugo Lehmann Jg. 1907 unfreiwillig verzogen 1933 Frankfurt/M. Flucht 1933 Palästina 1937 USA                                  | 10. Feb. 2022  |                                          |           |
| Georg-Fröba-Straße 14 (Lage)  | Hier wohnte Julius Lehmann Jg. 1908 Flucht 1935 Palästina 1940 USA                                                                        | 10. Feb. 2022  |                                          |           |
| Georg-Fröba-Straße 14 (Lage)  | Hier wohnte Ludwig Lehmann Jg. 1912 unfreiwillig verzogen 1938 Darmstadt Flucht 1938 USA                                                  | 10. Feb. 2022  |                                          |           |
| Georg-Fröba-Straße 14 (Lage)  | Hier wohnte Selma Lehmann verh. Jacobs Jg. 1916 Flucht 1935 Palästina 1938 USA                                                            | 10. Feb. 2022  |                                          |           |
| Hauptstraße 19 (Lage)         | Hier wohnte Betty Frank geb. Wolf Jg. 1862 Flucht 1939 USA                                                                                | 13. Mai 2017   | der Stolperstein für Betty Frank         |           |
| Hauptstraße 19 (Lage)         | Hier wohnte David Frank Jg. 1864 Flucht 1939 USA                                                                                          | 13. Mai 2017   | der Stolperstein für David Frank         |           |
| Hauptstraße 19 (Lage)         | Hier wohnte Frieda Frank Jg. 1892 Flucht 1939 USA                                                                                         | 13. Mai 2017   | der Stolperstein für Frieda Frank        |           |
| Hauptstraße 20 (Lage)         | Hier wohnte Anni David Jg. 1919 Flucht 1937 USA                                                                                           | 13. Mai 2017   | der Stolperstein für Anni David          |           |
| Hauptstraße 20 (Lage)         | Hier wohnte Felix David Jg. 1882 Flucht 1937 USA                                                                                          | 13. Mai 2017   | der Stolperstein für Felix David         |           |
| Hauptstraße 20 (Lage)         | Hier wohnte Rika David geb. Wolf Jg. 1882 Flucht 1937 USA                                                                                 | 13. Mai 2017   | der Stolperstein für Rika David          |           |
| Hauptstraße 33 (Lage)         | Hier wohnte Eva David Jg. 1931 Flucht 1937 USA                                                                                            | 15. Okt. 2015  | der Stolperstein für Eva David           |           |
| Hauptstraße 33 (Lage)         | Hier wohnte Gerda David geb. Goldschmidt Jg. 1906 Flucht 1937 USA                                                                         | 15. Okt. 2015  | der Stolperstein für Gerda David         |           |
| Hauptstraße 33 (Lage)         | Hier wohnte Helene David geb. Schönferber Jg. 1863 Flucht 1937 USA                                                                        | 15. Okt. 2015  | der Stolperstein für Helene David        |           |
| Hauptstraße 33 (Lage)         | Hier wohnte Ludwig David Jg. 1902 Flucht 1937 USA                                                                                         | 15. Okt. 2015  | der Stolperstein für Ludwig David        |           |
| Hauptstraße 33 (Lage)         | Hier wohnte Ursula David Jg. 1932 Flucht 1937 USA                                                                                         | 15. Okt. 2015  | der Stolperstein für Ursula David        |           |
| Hauptstraße 34 (Lage)         | Hier wohnte Zacharias Meyer Jg. 1898 'Schutzhaft' 1938 Buchenwald Flucht 1939 England 1940 Australien                                     | 10. Feb. 2022  |                                          |           |
| Hindenburgstraße 8 (Lage)     | Hier wohnte Joseph Duff Jg. 1870 Flucht 1933 England                                                                                      | 10. Feb. 2022  |                                          |           |
| Kirchstraße 29 (Lage)         | Hier wohnte Anna Horowitz Jg. 1904 Flucht 1937 USA                                                                                        | 13. Mai 2017   | der Stolperstein für Anna Horowitz       |           |
| Kirchstraße 29 (Lage)         | Hier wohnte Edith Horowitz Jg. 1929 Flucht 1937 USA                                                                                       | 13. Mai 2017   | der Stolperstein für Edith Horowitz      |           |
| Kirchstraße 29 (Lage)         | Hier wohnte Renate Horowitz Jg. 1933 Flucht 1937 USA                                                                                      | 13. Mai 2017   | der Stolperstein für Renate Horowitz     |           |
| Kirchstraße 36 (Lage)         | Hier wohnte Auguste Marx Jg. 1876 Flucht 1940 USA                                                                                         | 13. Mai 2017   | der Stolperstein für Auguste Marx        |           |
| Kirchstraße 36 (Lage)         | Hier wohnte Helmuth Marx Jg. 1911 Flucht 1937 USA                                                                                         | 13. Mai 2017   | der Stolperstein für Helmuth Marx        |           |
| Kirchstraße 36 (Lage)         | Hier wohnte Nathan Marx Jg. 1909 Flucht 1938 USA                                                                                          | 13. Mai 2017   | der Stolperstein für Nathan Marx         |           |